# Al LeConey
Jeremiah Alfred LeConey, detto Al (Moorestown, 11 marzo 1901 – Plainfield, 11 novembre 1959), è stato un velocista statunitense.

## Biografia
Nel 1924 partecipò ai Giochi olimpici di Parigi come parte della staffetta 4×100 metri insieme a Loren Murchison, Louis Clarke e Frank Hussey, squadra che vinse la medaglia d'oro stabilendo anche il record del mondo con il tempo di 41"0, ottenuto sia in semifinale che in finale.

## Palmarès
| Anno | Manifestazione  | Sede   | Evento                | Risultato | Prestazione | Note |
| ---- | --------------- | ------ | --------------------- | --------- | ----------- | ---- |
| 1924 | Giochi olimpici | Parigi | Staffetta 4×100 metri | Oro       | 41"0        |      |